# 케이온!!
《케이온!!》은 일본의 만화 작가 카키후라이의, 음악을 주제로 한 4컷 만화이자 이를 원작으로 하는 애니메이션이다.
교토 애니메이션에서 제작했으며 TBS에서 2010년 4월 7일부터 케이온 2기를 방영 중이다.
케이온 2기의 정식 명칭은 《케이온!!》(けいおん!!, K-ON!!)이다.
그리고 제목의 케이온은 경음(軽音)의 일본어 독음이다.

## 줄거리
5명의 여고생이 음악 활동을 해 나가는 스토리.

## 등장인물
히라사와 유이(平沢唯)
성우 - 토요사키 아키
생일 - 11월 27일（사수자리)
신장/체중 - 156cm , 50kg
혈액형 - O형
본 작품의 주인공. 기타 담당. 덜렁이인 아가씨로 경음악부에 들어간 것은 「가벼운 음악」이라고 착각했기 때문이다. 입부할 때까지는 악보도 읽을 수 없을 정도의 초심자로, 할 줄 아는 악기가 캐스터네츠밖에 없었다. 지금도 음악의 전문 용어를 거의 모른다. 기타를 배우는 것에 전념해 공부를 소홀히 하여 성적이 좋은 편이 아니나, 한가지에 몰두하기 시작하면 실력이 매우 성장하는 타입이라, 극중에서는 벼락치기 100점을 맞기도 했다. 통찰력은 있는 것 같다.(옛 경음악부의 앨범을 보고 사와코 선생이 경음악부 OG인 것을 깨달았다.) 튜너 없이도 튜닝을 할 정도의 절대음감의 소유자. 상당한 열정과 함께 웬만한 것은 보거나 듣는 것만으로도 따라해낼 수 있는 능력이 있어, 음악을 하기에는 더없이 유리하다. 용돈은 한달 5000엔. 10개월분의 용돈을 미리 받은 상태에서, 츠무기의 도움으로 50000엔에 구입한 깁슨 레스폴 스탠다드(허니버스트)를 사용.(본래 극중에선 250000엔)
아키야마 미오(秋山澪)
성우 - 히카사 요코
생일 - 1월 15일 (염소자리)
신장/체중 - 160cm , 54kg
혈액형 - A형
베이스 담당. 착실하고 성실한 성격이지만 또 섬세한 성격으로 불행인가 일 있을때마다 빈궁을 사고 있다. 어른스러운 외모와 저어조와는 정반대로 부끄러움이 많으며 외로움을 잘 탄다. 기타를 선택하지 않은 이유는 '앞에 나서서 연주하기 부끄러워서'. 당초엔 문예부에 들어갈 생각이었지만 리츠에게 억지로 끌려 경음악부에 들어가게 된다. 리츠와는 소꿉친구. 징그럽거나 무서운 것을 싫어한다. 성적 우수. 왼손잡이. 곡의 가사나 타이틀의 네이밍 센스에 어려움이 있다. 베이스는 별갑(鼈甲) 무늬 픽가드가 붙은 펜더 재즈 베이스(3톤 선버스트)를 사용. 다만, 단행본 1권에서는 왼손잡이용 모델의 펜더 프레시전 베이스를 사용하는 묘사가 있다.
타이나카 리츠(田井中律)
성우 - 사토 사토미
생일 - 8월 21일（사자자리)
신장/체중 - 154cm , 48kg
혈액형 - B형
드럼 담당이자 경음악부의 부장. 애칭은 릿쨩 (りっちゃん)이며, 쇼트 컷으로 카츄샤를 하고 있는 것이 특징.직설적이고 대략적인 성격으로 손가락으로 연주하는 세세한 악기는 골칫거리라는 이유로 드럼을 선택하였다. 미오와는 어릴때부터 소꿉친구로 걸핏하면 미오를 놀리며 장난치지기도 하며, 미오를 폐부 직전이 된 경음악부에 입부시키려고 하는 등 무리한 행동을 많이 볼 수 있다. 성적은 미오에 의한 벼락치기로 꽤 득점을 하고 있다. 나레이션과 다른사람의 목소리를 흉내내는 특기를 갖고 있다. 동아리동에 필요한 신고를 자주 잊어버려, 미오나 노도카에게 야단 맞는일도 일쑤. 앞머리를 내리면 유이와 상당히 비슷하다. 드럼 세트는 야마하의 HipGig를, 심벌즈와 하이햇은 질쟌(Zildjian) 회사 제품을 사용.
코토부키 츠무기(琴吹紬)
성우 - 코토부키 미나코
생일 - 7월 2일 (게자리)
신장/체중 - 157cm , 53kg
혈액형 - O형
키보드 담당. 애칭은 무기쨩 (ムギちゃん). 집에는 집사가 있고 각지에 별장을 가지고 있는 대 기업의 사장 딸이지만, 다른 부원에게 자신의 집안에 대해 자랑하는 일이 없다. 코토부키가(家)는 악기점 등 여러 가지 업종을 경영하고 있는 듯 하다. 느긋한 성격에 항상 얼굴에는 미소를 띄고 있으며 부실에 들어 올때는 종종 과자와 차 세트를 계열의 찻집에서 가져온다. 당초에는 합창부에 들어갈 생각이었지만 미오와 리츠의 권유에 의해서 경음악부에 입부했다. 4세 때부터 피아노를 시작하고 콩쿨의 수상력도 있어서 키보드실력은 능숙하다. 보기와는 다르게 근력이 강하여 무심코 떨어뜨릴것같은 무거운 물건등도 가볍게 옮긴다. 백합 속성이나 M속성이 있다. 그 밖에도 전파를 수신하거나 아즈사의 마음을 읽는 등 보통 사람과 동 떨어진 곳이 있다. 악기는 코르그 TRITON Extreme를 사용.
나카노 아즈사(中野梓)
성우 - 타케타츠 아야나
생일 - 11월 11일 (전갈자리)
신장/체중 - 150cm , 체중 46kg
혈액형 - AB형
경음악부의 신입부원. 리듬기타 담당. 유이들보다 한 학년 아래로 우이와는 같은 반. 몸집이 작고 흑발 트윈테일이 특징이다. 애칭은 고양이귀가 잘어울린다고 유이가 지어준 「아즈냥(あずにゃん)」이다. 기타실력은 초등학교 4학년 때부터 해서 유이보다 능숙하다. 처음엔 유이를 동경해 입부했지만, 점차 미오를 존경하게 된다. 하지만 후에 여름방학 합숙때 유이의 기타에 대한열정과 절대음감을 발견해내며 유이를 다시 동경하며 '생각했던것 만큼 나쁜선배'는 아니라고 생각이 바뀌게 된다. 고지식한 성격으로 처음에는 부의 다과회나 느슨한 분위기를 기분 좋게 생각하지 않았지만 점점 중독된다. 기타는 펜더 무스탕을 사용.
야마나카 사와코(山中さわ子)
성우 - 사나다 아사미
생일 - 1월 31일（물병자리)
신장/체중 - 165cm , 56kg
혈액형 - B형
유이의 학교 교사로 합주부 겸 경음악부의 고문. 공식상은 청초하고 정숙한 미인으로 학생에게 존경받는 인기 교사이지만 실은 나태하고 불성실한 성격의 소유자.또 안경을 벗으면 메탈을 했던 시대의 인격으로 변해 버린다. 유이들로부터 경음악부의 고문이 되도록 부탁받았을 때, 처음에는 합주부의 고문을 하고 있다는 이유로 거절했지만, 경음악부에서 메탈을 했던 과거를 알리고 싶지 않아 경음악부의 고문이 되었다(합주부 고문을 그만두었는지 겸임인지는 불명). 부의 다과회를 목적으로 얼굴을 내밀어, 일이 있을 때마다 직접 만든 (주로 코스튬 플레이의) 의상을 가져온다.
마나베 노도카(真鍋和)
성우 - 후지토 치카
생일 - 12월 26일（염소자리)
신장/체중 - 158cm , 52kg
혈액형 - A형
유이의 소꿉친구. 학생회 임원을 맡고 있다. 쇼트 컷과 반테 안경이 특징. 1학년 때는 유이, 2학년 때는 미오와 같은 반. 1학년 때 생도회 임원을 맡고 있다. 유이의 상담에도 응해 주고, 유이에게 동아리 활동을 하는 것을 추천해 주기도 했다. 유이가 동아리 활동을 시작한 것에 감탄하면서도 조금 외로운 마음도 있는 것 같다. 성실하고 공사혼동이 없다. 유이의 취급 방법을 몸에 익히고 있어 다룰 수도 있다.
히라사와 우이(平沢憂)
성우 - 요네자와 마도카
생일 - 2월 22일（물고기자리)
신장/체중 - 154cm , 50kg
혈액형 - O형
유이의 여동생. 게으르고 실수투성이인 언니와 달리 성실하고 예의 바른 성격이며 집안일도 능숙. 유이와 나이 차이는 1살이고 같은 고등학교에 진학했다. 언니를 돌보는 것을 좋아하고, 시스터 콤플렉스의 기질도 있다. 며칠간의 연습으로 기타의 리듬 키프를 완벽하게 해 보이거나 언니에게 공부를 가르치는 등 여러 가지 면에서 볼때 대체로 매우 우수한 듯. 유이와 얼굴 생김새가 닮아, 유이로 변장했을 때는 동아리 동료들도 유이 본인으로 착각할 정도.

## 뒷이야기
2010년 3월 31일 TBS에서 케이온!! 2기의 CM이 나왔다.
2기 오프닝에서의 등장한 히라사와 유이의 립글로스는 리베아 립글로스이다.
2기 엔딩에서 등장한 야키야마 미오의 마이크는 AUDIX의 마이크이고, 코토부키 츠무기의 오르간은 Hammond Organ New B3(가격 3천만원), 스피커는 Leslie 122XB이다.
2기 2화에서 야키야마 미오가 지름신 강림할때 나온 이펙터와 앰프의 기종은 각각 BOSS GT-10B(가격 90~100만원)과 Hartke A100(가격 80~90만원)이다.
2기 2화 경음부실 창고 청소때 나온 야마나카 사와코의 기타 기종은 Gibson SG 61년 오리지널로 추정되고 악기상에 무려 50만엔(대한민국 돈으로 500만 원)에 팔렸다.
2기 2화 경음부실 창고 청소때 나온 코토부키 츠무기의 티세트의 가격 총합은 대한민국 돈으로 무려 1250만 원에 달한다.
2기 2화에서 경음부실에 들어온 거북의 종류는 돼지코 거북(The Hog-nosed Turtle/학명 : Carettochelys insculpta)이다.

## 출판 정보
- 제1권 (표지캐릭터 - 히라사와 유이)
  - 일본 : 2008년 4월 26일 - ISBN 978-4-8322-7693-2
  - 대한민국 : 2009년 10월 28일 - ISBN 978-89-252-4994-0
- 제2권 (표지캐릭터 - 아키야마 미오)
  - 일본 : 2009년 2월 26일 - ISBN 978-4-8322-7781-6
  - 대한민국 : 2009년 10월 28일 - ISBN 978-89-252-4995-7
- 제3권 (표지캐릭터 - 타이나카 리츠)
  - 일본 : 2009년 12월 18일 - ISBN 978-4-8322-7869-1

## 애니메이션
2010년 4월부터 TBS, MBS, TBC, MBC, HBC, NBC, ATV, IBC, TUY, TUF, UTY, BSN, TUT, MRO, MRT, SBC, CBC, BSS, TYS, KUTV, ITV, RBC, RSK, RKK, RCC, RKB, OBS, SBS, BS-TBS에서 방송중.

### 스탭
- 원작：카키후라이
- 감독：야마다 나오코
- 시리즈 구성：요시다 레이코
- 캐릭터 디자인·총작화 감독：호리구치 유키코
- 악기 설정：타카하시 히로유키
- 미술：타무라 세이키
- 색채 설계：타케다 아키요
- 촬영 감독：야마모토 린
- 편집：시게무라 켄고
- 음향 감독：츠루오카 요우타
- 음악：햣고쿠 하지메
- 프로듀서：야마모토 요시히사, 나카무라 신이치, 타후 나오히로, 핫타 요코
- 애니메이션 제작：교토 애니메이션
- 제작：사쿠라 고교 경음악부, TBS

### 방영 목록
| 화수 | 부제 (원제/풀이) | 부제 (원제/풀이) | 각본          | 그림 콘티       | 연출                | 작화감독        |
| ---- | ---------------- | ---------------- | ------------- | --------------- | ------------------- | --------------- |
| #1   | 高3!             | 고3!             | 요시다 레이코 | 야마다 나오코   | 야마다 나오코       | 호리구치 유키코 |
| #2   | 整頓!            | 정돈!            | 하나다 쥬키   | 이시하라 타츠야 | 이시하라 타츠야     | 카도와키 미쿠   |
| #3   | ドラマー!        | 드러머!          | 요시다 레이코 | 야마다 나오코   | 키타노하라 노리유키 | 이케다 쇼코     |

### 주제가
여는 곡 《GO! GO! MANIAC》
노래 - 방과 후 티타임
작사 - 오오모리 쇼우코, 작·편곡 - Tom-H@ck
메인보컬 - 히라사와 유이(성우：토요사키 아키)
닫는 곡 《Listen!!》
노래 - 방과 후 티타임
작사 - 오오모리 쇼우코, 작곡 - 마에자와 히로유키, 편곡 - 코모리 시게오
메인보컬 - 아키야마 미오(성우：히카사 요코)

#### 삽입곡
《ふわふわTime 후와후와타이무[*]》 (폭신폭신 타임, 두둥둥실 타임)
작사 - 핫타 아키, 작·편곡 - 마에자와 히로유키
메인보컬 - 아키야마 미오
삽입화수 - 1화
《사쿠라 고교 교가》 (사쿠라 고교 교가)
작·편곡 - 사쿠라 고교 동창회
삽입화수 - 1화

## 같이 보기
- TBS 계열 애니메이션